# Escoda
Escoda är en nedslagskrater med en diameter på 19 kilometer, på planeten Venus. Escoda har fått sitt namn efter aktivisten Josefa Llanes Escoda.